# ارمنستان در ۱۹۹۱
لیست زیر رویدادهایی است که در طی سال ۱۹۹۱ (میلادی) در ارمنستان اتفاق افتاده است.

## صاحب منصبان
- رئیس‌جمهور: لوون تر-پتروسیان
- نخست‌وزیر: وازگن مانوکیانگاگیک هاروتیونیان

## رویدادها

### اکتبر
- ۱۷ اکتبر - برای نخستین بار انتخابات ریاست‌جمهوری در ارمنستان برگزار شد که نتیجه آن پیروزی لوون تر-پتروسیان با کسب ۸۳٪ آرا بود. میزان مشارکت ۷۰٪ آرا بود.

## زادگان
- ۷ ژانویه: نارینه دوولاتیان، خواننده
- ۴ فوریه: آنی یرانیان، بازیگر
- ۲۵ مارس: نرایر آصلانیان، بازیکن فوتبال
- ۲۱ اکتبر: آرتور الکسانیان، کشتی‌گیر
- ۲۷ سپتامبر: آرسن پتروسیان، بازیکن فوتبال

## درگذشتگان
- ۳۰ آوریل: تاتول کرپیان، ۲۶, یک فرمانده ارمنی در جنگ قره‌باغ بود.
- ۳۰ آوریل: سیمون آچیک گیوزیان، ۵۲, یک فرمانده ارمنی در جنگ قره‌باغ بود.